# Chef's Table
Chef's Table es una serie documental estadounidense creada por David Gelb, que se estrenó en el servicio de Netflix, el 26 de abril de 2015. La serie lleva a los espectadores al interior de las vidas y cocinas de una variedad de chefs internacionales aclamados y exitosos, y cada episodio centra la atención en un solo chef y explora las vidas, talentos y pasiones únicas que influyen en su estilo de cocina. La serie ha sido nominada y galardonada con una variedad de premios, incluidas 8 nominaciones al Emmy, y fue renovada para una séptima y octava temporada el 20 de mayo de 2019.

## Context
Cada episodio de la serie se centra en un chef específico y explora sus filosofías personales y su enfoque de la cocina. El creador David Gelb lo considera una continuación de su documental Jiro Dreams of Sushi. Se asoció con Brian McGinn para desarrollar Chef's Table con Boardwalk Pictures y Netflix se interesó en él. Ambos documentales utilizan técnicas cinematográficas y de producción basadas en el cine tradicional en lugar de la telerrealidad.

## Episodios
| Volume | Volume           | Episodios | Episodios | Emisión original         | Emisión original         |
| Volume | Volume           | Episodios | Episodios | Primera emisión          | Última emisión           |
| ------ | ---------------- | --------- | --------- | ------------------------ | ------------------------ |
|        | 1                | 6         | 6         | 26 de abril de 2015      | —                        |
|        | 2                | 6         | 6         | 27 de mayo de 2016       | —                        |
|        | Francia          | 4         | 4         | 02 de septiembre de 2016 | 02 de septiembre de 2016 |
|        | 3                | 6         | 6         | 17 de febrero de 2017    | —                        |
|        | Pastelería       | 4         | 4         | 13 de abril de 2018      | 13 de abril de 2018      |
|        | 5                | 4         | 4         | 28 de septiembre de 2018 | —                        |
|        | 6                | 4         | 4         | 22 de febrero de 2019    | —                        |
|        | BBQ              | 4         | 4         | 02 de septiembre de 2020 | 02 de septiembre de 2020 |
|        | Fideos (Noodles) | 4         | 4         | 2 de octubre de 2022     | 2 de octubre de 2022     |

### Volumen 1 (2015)
| N.º en serie | N.º en temp. | Chef               | Restaurante                                                                                     | Dirigido por | Fecha de lanzamiento original |
| ------------ | ------------ | ------------------ | ----------------------------------------------------------------------------------------------- | ------------ | ----------------------------- |
| 1            | 1            | «Massimo Bottura»  | Osteria Francescana en Modena, Italia                                                           | David Gelb   | 26 de abril de 2015           |
| 2            | 2            | «Dan Barber»       | Blue Hill Restaurant en New York City y Stone Barns (Pocantico Hills, New York), Estados Unidos | Clay Jeter   | 26 de abril de 2015           |
| 3            | 3            | «Francis Mallmann» | Sur de la Patagonia, Argentina                                                                  | Clay Jeter   | 26 de abril de 2015           |
| 4            | 4            | «Niki Nakayama»    | n/naka en Los Angeles, Estados Unidos                                                           | Andrew Fried | 26 de abril de 2015           |
| 5            | 5            | «Ben Shewry»       | Attica en Melbourne, Australia                                                                  | Brian McGinn | 26 de abril de 2015           |
| 6            | 6            | «Magnus Nilsson»   | Fäviken en Järpen, Suecia                                                                       | Brian McGinn | 26 de abril de 2015           |

### Volumen 2 (2016)
| N.º en serie | N.º en temp. | Chef              | Restaurante                                    | Dirigido por   | Fecha de lanzamiento original |
| ------------ | ------------ | ----------------- | ---------------------------------------------- | -------------- | ----------------------------- |
| 7            | 1            | «Grant Achatz»    | Alinea en Chicago, Estados Unidos              | Brian McGinn   | 27 de mayo de 2016            |
| 8            | 2            | «Alex Atala»      | D.O.M. en São Paulo, Brasil                    | Clay Jeter     | 27 de mayo de 2016            |
| 9            | 3            | «Dominique Crenn» | Atelier Crenn en San Francisco, Estados Unidos | Andrew Fried   | 27 de mayo de 2016            |
| 10           | 4            | «Enrique Olvera»  | Pujol en Ciudad de México, México              | Clay Jeter     | 27 de mayo de 2016            |
| 11           | 5            | «Ana Roš»         | Hiša Franko en Kobarid, Eslovenia              | Abigail Fuller | 27 de mayo de 2016            |
| 12           | 6            | «Gaggan Anand»    | Gaggan en Bangkok, Tailandia                   | David Gelb     | 27 de mayo de 2016            |

### Chef's Table: Francia(2016)
El primer spin-off, titulado Chef's Table: France, se estrenó el 1 de septiembre de 2016.
| N.º en serie | N.º en temp. | Chef                 | Restaurante                                | Dirigido por | Fecha de lanzamiento original |
| ------------ | ------------ | -------------------- | ------------------------------------------ | ------------ | ----------------------------- |
| 13           | 1            | «Alain Passard»      | L'Arpège en Paris, Francia                 | David Gelb   | 2 de septiembre de 2016       |
| 14           | 2            | «Alexandre Couillon» | La Marine en Noirmoutier-en-l'Île, Francia | Clay Jeter   | 2 de septiembre de 2016       |
| 15           | 3            | «Adeline Grattard»   | Yam’Tcha en Paris, Francia                 | Andrew Fried | 2 de septiembre de 2016       |
| 16           | 4            | «Michel Troisgros»   | La Maison Troisgros en Roanne, Francia     | David Gelb   | 2 de septiembre de 2016       |

### Volumen 3 (2017)
| N.º en serie | N.º en temp. | Chef                | Restaurante                                                         | Dirigido por   | Fecha de lanzamiento original |
| ------------ | ------------ | ------------------- | ------------------------------------------------------------------- | -------------- | ----------------------------- |
| 17           | 1            | «Jeong Kwan»        | Monja budista en Baekyangsa en Jangseong-gun, Corea del Sur         | David Gelb     | 17 de febrero de 2017         |
| 18           | 2            | «Vladimir Mukhin»   | White Rabbit en Moscu, Rusia                                        | Brian McGinn   | 17 de febrero de 2017         |
| 19           | 3            | «Nancy Silverton»   | Osteria Mozza en Los Angeles, Estados Unidos                        | Andrew Fried   | 17 de febrero de 2017         |
| 20           | 4            | «Ivan Orkin»        | Ivan Ramen en Tokio, Japón cerrado en New York City, Estados Unidos | David Gelb     | 17 de febrero de 2017         |
| 21           | 5            | «Tim Raue»          | Restaurant Tim Raue en Berlin, Alemania                             | Abigail Fuller | 17 de febrero de 2017         |
| 22           | 6            | «Virgilio Martínez» | Central en Lima, Peru                                               | Clay Jeter     | 17 de febrero de 2017         |

### Chef's Table: Pastelería(2018)
| N.º en serie | N.º en temp. | Chef             | Restaurante                               | Dirigido por | Fecha de lanzamiento original |
| ------------ | ------------ | ---------------- | ----------------------------------------- | ------------ | ----------------------------- |
| 23           | 1            | «Christina Tosi» | Milk Bar en New York City, Estados Unidos | David Gelb   | 13 de abril de 2018           |

### Volumen 5 (2018)
| N.º en serie | N.º en temp. | Chef                | Restaurante                                           | Dirigido por   | Fecha de lanzamiento original |
| ------------ | ------------ | ------------------- | ----------------------------------------------------- | -------------- | ----------------------------- |
| 27           | 1            | «Cristina Martinez» | South Philly Barbacoa en Philadelphia, Estados Unidos | Abigail Fuller | 28 de septiembre de 2018      |

### Volumen 6 (2019)
| N.º en serie | N.º en temp. | Chef             | Restaurante                                   | Dirigido por | Fecha de lanzamiento original |
| ------------ | ------------ | ---------------- | --------------------------------------------- | ------------ | ----------------------------- |
| 31           | 1            | «Mashama Bailey» | The Grey en Savannah, Georgia, Estados Unidos | —            | 22 de febrero de 2019         |

### Chef's Table: BBQ(2020)
Un segundo spin-off, titulado Chef's Table: BBQ, se estrenó el 2 de septiembre de 2020.
| N.º en serie | N.º en temp. | Chef               | Restaurante                                    | Dirigido por | Fecha de lanzamiento original |
| ------------ | ------------ | ------------------ | ---------------------------------------------- | ------------ | ----------------------------- |
| 35           | 1            | «Tootsie Tomanetz» | Snow's BBQ en Lexington, Texas, Estados Unidos | —            | 13 de abril de 2020           |

### Chef's Table: Pizza(2022)
Un tercer spin-off, titulado Chef's Table: Pizza, se estrenó el 7 de septiembre de 2022.
| N.º en serie | N.º en temp. | Chef           | Restaurante                                         | Dirigido por | Fecha de lanzamiento original |
| ------------ | ------------ | -------------- | --------------------------------------------------- | ------------ | ----------------------------- |
| 39           | 1            | «Chris Bianco» | Pizzeria Bianco en Phoenix, Arizona, Estados Unidos | Clay Jeter   | 13 de abril de 2018           |

### Chef's Table: Noodles(2024)
Se estrenó el 2 de octubre de 2024.
| N.º en serie | N.º en temp. | Chef         | Restaurante                               | Dirigido por | Fecha de lanzamiento original |
| ------------ | ------------ | ------------ | ----------------------------------------- | ------------ | ----------------------------- |
| 45           | 1            | «Evan Funke» | Funke & Bar en California, Estados Unidos | —            | 2 de octubre de 2024          |

## Recepción
La serie ha sido bien recibida desde que se emitió en 2015 y ha sido elogiada por su cinematografía, banda sonora y producción.
Chef's Table ha sido parodiado numerosas veces. Gods of Food, que satiriza Chef's Table y la industria de los restaurantes, fue creado por Rekha Shankar para el canal de comedia de YouTube CollegeHumor. La serie de IFC Portlandia parodió la serie en un episodio sobre un chef de sushi del aeropuerto.